# Stavkî, Berșad
Stavkî (în ucraineană Ставки) este o comună în raionul Berșad, regiunea Vinnița, Ucraina, formată numai din satul de reședință.

## Demografie
Componența lingvistică a satului Stavkî
     Ucraineană (99,09%)
     Alte limbi (0,91%)
Conform recensământului din 2001, majoritatea populației satului Stavkî era vorbitoare de ucraineană (99,09%), existând în minoritate și vorbitori de alte limbi.